# رو کژدم
رو کژدم یک ستاره است که در صورت فلکی کژدم قرار دارد.